# Alang-Alang
Alang-Alang (termine indonesiano per indicare l'erba Imperata cylindrica) è un film d'azione in bianco e nero del 1939 scritto, diretto e prodotto da The Teng Chun. 
È interpretato da Mohamad Mochtar e Hadidjah e ha per protagonista un giovane che tenta di salvare la donna che ama da un gruppo di banditi. Ispirato alla serie di film di Tarzan e girato in un mese con animali in affitto, fu un successo commerciale tale da contribuire alla rinascita dell'industria cinematografica delle Indie, oltre all'avvio di quella malese e singaporiana.

## Trama
Suhiyat (Mohamad Mochtar), un giovane dissoluto, viene mandato a gestire una piantagione di cocco. Rimane con la giovane vedova Rasmina (Lena) e si innamora di una ragazza del posto di nome Surati (Hadidjah); Rasmina, amata da Karta (Musa), ha invece occhi solo per Suhiyat. Nel frattempo anche un delinquente locale, Rainan (Bissoe), si è innamorato di Surati. Per assicurarsi il successo con Suhiyat, Rasmina paga Rainan per sposare Surati. Quando Surati rifiuta, tuttavia, Rainan la rapisce e scappa in barca. Questa affonda e i due approdano su un'isola, non sapendo uno che l'altro è sopravvissuto. Surati fa amicizia con le bestie locali, mentre Rainan trova altri criminali e diventa il loro capo.
La perdita di Surati deprime Suhiyat, il che fa sì che Rasmina si senta in colpa per le sue azioni. Ella rintraccia Surati e comanda agli elefanti del luogo di impedire agli uomini di Rainan di rapirla nuovamente. Nel frattempo, anche Suhiyat è venuto sull'isola e ritrova l'amata, che però viene subito presa dagli sgherri di Rainan.
Per salvarla, Suhiyat finge di essere un bandito e si intrufola nel campo dei criminali. Trova Surati e la salva. La coppia scappa nella foresta, seguita da Rainan e dai suoi uomini. Improvvisamente giunge Rasmina con alcuni poliziotti, che arrestano i banditi. Rasmina comunica a Suhiyat che suo padre è morto e gli ha lasciato una grande eredità. Allora egli sposa Surati, mentre Rasmina Karta.